# Куровцы
Куровцы (укр. Курівці) — село в Тернопольской городской общине Тернопольского района Тернопольской области Украины.
До 2020 года входило в Зборовский район.
Код КОАТУУ — 6122685101. Население по переписи 2001 года составляло 710 человек.

## Географическое положение
Село Куровцы находится на левом берегу реки Нестеровка,
ниже по течению на расстоянии в 2 км расположен село Великий Глубочёк,
на противоположном берегу — село Воробиевка.

## История
- 1785 год — дата основания.

## Объекты социальной сферы
- Школа I—II ст.
- Клуб.
- Фельдшерско-акушерский пункт.

## Достопримечательности
- Братская могила советских воинов.